# H.A.S. Hanandjoeddin Airport
H.A.S. Hanandjoeddin Airport (engelska: Buluh Tumbang Airport, indonesiska: Bandar Udara H.A.S. Hanandjoeddin) är en flygplats i Indonesien.   Den ligger i provinsen Bangka-Belitung, i den västra delen av landet, 400 km norr om huvudstaden Jakarta. H.A.S. Hanandjoeddin Airport ligger 44 meter över havet. Den ligger på ön Pulau Belitung.
Terrängen runt H.A.S. Hanandjoeddin Airport är platt. Runt H.A.S. Hanandjoeddin Airport är det ganska glesbefolkat, med 22 invånare per kvadratkilometer. Närmaste större samhälle är Tanjung Pandan, 13,4 km väster om H.A.S. Hanandjoeddin Airport. I omgivningarna runt H.A.S. Hanandjoeddin Airport växer i huvudsak städsegrön lövskog.